# ウスラヒラタケ
もしかして
- ウスヒラタケ

ではありませんか？